# Archa bláznů
Archa bláznů (littéralement en français L'Arche des fous) est le premier long métrage du réalisateur Ivan Balaďa (cs). 
Filmé d'après la nouvelle d'Anton Tchekhov, Pavillon no 6 (Écrou no 6 dans certaines traductions), il est tourné en 1970, mais n'est sorti en salles qu'en 1990, après la Révolution de Velours en Tchécoslovaquie.
La base et l'intemporalité du thème sont l'œuvre de Tchekhov, mais l'aspect formel et visuel et surtout la forme cinématographique du film ont été fournis notamment par le réalisateur Ivan Balaďa, le directeur de la photographie Juraj Šajmovič (cs) et le scénariste Lubor Dohnal (cs), qui ont enrichi l'histoire de plusieurs épisodes avec des personnages secondaires, que l'écrivain lui-même ne mentionnait que brièvement dans sa nouvelle.
Parabole cinématographique, le film n'a reçu aucune couverture médiatique ni récompenses. Sa première a eu lieu au Festival du film de Karlovy Vary en 1990 dans le cadre de la section des Films libérés, c'est-à-dire parmi les films qui avaient été conservés, dans l'impossibilité de sortir, pendant longtemps.
Il était enfermé dans un coffre-fort même si l'auteur du texte original est Tchekhov. Les scènes étaient jugées trop expressives, déprimantes et, dans l'ensemble, le film ne correspondait pas au courant constructif « positif » souhaité par le régime avant la Révolution de Velours.

## Synopsis
L'histoire se déroule dans un hôpital dont le médecin-chef est le Dr Andrei Yefimych Fagin. L'hôpital est dans un état pitoyable et le médecin, initialement diligent, est tombé dans la léthargie. Sous l'influence de son environnement, il a perdu la force de se battre. À l'hôpital, l'histoire se concentre principalement sur le pavillon no 1 susmentionné 6, qui est un service pour les malades mentaux. Le personnel de l'hôpital traite les patients de manière extrêmement inhumaine, en particulier le directeur, un ancien soldat, Nikita. Le deuxième personnage principal est Ivan Dmitrič Gorov, un jeune homme qui, sous l'influence de diverses circonstances et malgré (ou précisément à cause de) son intelligence, sa profondeur et sa sensibilité, se retrouve en permanence dans les espaces écrasants d'une « maison de fous ». Au fil du temps et sous l'influence d'un environnement peu stimulant, le médecin-chef Fagin passe également du statut de médecin à celui d'hospitalisé/prisonnier.

## Distribution
- Vladimír Merta (cs) : Ivan Dmitrič Gromov
- Zora Rozsypalová : une patiente
- Antonín Horák : Jevgenij Fjodoryč Chobotov
- Hana Slivková : Marja Prokofjevna, Chobotovova
- Zlatomír Vacek : Andrej Jefimyč Ragin